# Stowarzyszenie Misie Ratują Dzieci
Stowarzyszenie Misie Ratują Dzieci – działająca od 1999 roku organizacja humanitarna, której głównym celem statutowym jest działalność profilaktyczna zmierzająca do zmniejszenia liczby wypadków komunikacyjnych, zwłaszcza tych z udziałem dzieci oraz praktyczna pomoc psychologiczna dla ofiar tragicznych zdarzeń. Pomoc tą Stowarzyszenie kieruje głównie do najmłodszych uczestników wypadków, ale również do ich rodzin oraz do pracowników służb ratownictwa - grupy zawodowej najsilniej narażonej na psychologiczne konsekwencje związane z interwencjami kryzysowymi.
Cele statutowe Stowarzyszenie realizuje poprzez wdrażanie autorskich projektów, których zadaniem jest zarówno uświadamianie uczestników ruchu o niebezpieczeństwach na drodze, jak i pomoc ofiarom wypadków, w szczególności dzieciom. Sztandarowym projektem Stowarzyszenia jest utworzenie Domu Misia Ratownika, czyli Ogólnopolskiego Centrum Terapeutyczno - Szkoleniowego w Dźwirzynie koło Kołobrzegu dla osób poszkodowanych w wypadkach i ich rodzin oraz dla pracowników służb ratownictwa. Obecnie turnusy terapeutyczne dla dzieci - ofiar wypadków organizowane są w różnych ośrodkach wypoczynkowych w Kołobrzegu.
Istotną inicjatywą Stowarzyszenia jest realizowana wspólnie z Telewizją Polską medialna kampania społeczna „Zwolnij. Szkoda życia”, której pomysłodawcą jest dziennikarz Tomasz Kammel.
Projekty Stowarzyszenia uzyskały poparcie Ministerstwa Spraw Wewnętrznych i Administracji, Ministerstwa Edukacji, Komendy Głównej Policji i Komendy Głównej Państwowej Straży Pożarnej.

## Projekty Stowarzyszenia

### Dom Misia Ratownika
Projekt Dom Misia Ratownika jest odpowiedzią na rzeczywiste potrzeby osób poszkodowanych w wypadkach – nie znajdujących się w obecnym systemie opieki medycznej i społecznej oczekiwanego wsparcia.
Celem projektu jest budowa pierwszego w Polsce Centrum Terapeutyczno-Szkoleniowego w Dźwirzynie koło Kołobrzegu. Dzięki osobistemu zaangażowaniu wójta Gminy Kołobrzeg Tadeusza Kowalskiego Stowarzyszenie zakupiło działkę po niskiej cenie, skorzystało też z pomocy przy dokonaniu niezbędnych formalności związanych z przyszłą budową. Projekt Domu Misia Ratownika wykonał kołobrzeski architekt Jacek Sudak. Środki na zakup działki oraz budowę i wyposażenie Centrum pochodzą z realizacji kampanii społecznej Zwolnij. Szkoda życia.
Do podstawowych zadań ośrodka należeć będzie pomoc dzieciom i młodzieży poszkodowanym w wypadkach komunikacyjnych oraz ich rodzicom poprzez prowadzenie turnusów terapeutyczno - rehabilitacyjnych, utworzenie terapeutycznych grup wsparcia oraz terapii rodzinnych, a także organizacja szkoleń dla pracowników służb ratowniczych w zakresie wsparcia psychologicznego, poszerzenia zdolności empatii oraz zwiększenia odporności na stres zawodowy.
1. Zadania:
  - Utworzenie Ogólnopolskiego Centrum Terapeutyczno - Wypoczynkowego dla osób poszkodowanych w wypadkach oraz dla pracowników służb ratownictwa.
2. Cele:
  - zajęcia terapii grupowej i indywidualnej dla ofiar wypadków i ich rodzin;
  - pomoc psychologiczna i prawna dzieciom osieroconym w wyniku wypadku;
  - szkolenia dla służb ratownictwa dotyczące nowoczesnego modelu organizowania pomocy ofiarom wypadków, z uwzględnieniem ich przeżyć psychicznych wzbogacane o treningi poszerzania własnej odporności na stres zawodowy;
  - szkolenia z zakresu udzielania pierwszej pomocy.

### Miś Ratownik

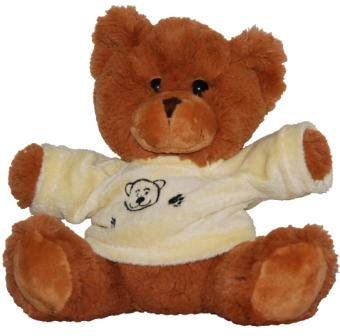

Miś Ratownik to przytulanka, która uosabia w świadomości dziecka domowe ciepło, czują i serdeczną bliskość rodziców, czyli wszystko to, co traci ono w następstwie nieszczęśliwego wypadku. Dlatego w stresie towarzyszącym wypadkowi, gdy potrzeba znalezienia zastępczego źródła oparcia, staje się bardzo silna, a nawet konieczna do emocjonalnego przetrwania, taki Miś może się okazać się bardzo użyteczny. Jego przydatność potwierdzona w pracy służb ratownictwa (lekarzy, policjantów, strażaków) pozwala go nazwać: apteczką pierwszej psychologicznej pomocy. Obecność Misia Ratownika ma również wszystkim przypominać, że w wypadku cierpi także cała strona emocjonalna człowieka, tak małego, jak i dużego.
Stowarzyszenie dąży do tego, aby Miś Ratownik mógł być ofiarowany każdemu pokrzywdzonemu w wypadku dziecku, a prawidłowo przygotowane służby ratownictwa, udzielając pierwszej pomocy, potrafiły zarazem odpowiednio złagodzić psychologiczne skutki tragicznego zdarzenia.
1. Zadania:
  - wyposażanie na terenie całego kraju samochodów ratownictwa: policji, pogotowia, straży pożarnej i pogotowia w pluszowe maskotki Misia Ratownika;
  - coroczna organizacja bezpłatnych turnusów terapeutycznych dla dzieci - ofiar wypadków komunikacyjnych, pożarów czy tragedii rodzinnych.
2. Cele:
  - udzielenie poszkodowanemu na skutek wypadku dziecku psychologicznego wsparcia;
  - złagodzenie urazu psychicznego wywołanego dramatycznym przeżyciem;
  - nawiązanie kontaktu z dzieckiem w szoku, dzięki czemu prowadzenie akcji ratowniczej i przeprowadzenie niezbędnych zabiegów medycznych jest łatwiejsze;
  - przeprowadzenie dwutygodniowej terapii w celu przywrócenia równowagi psychicznej naruszonej w związku z traumatycznym przeżyciem.

### Zwolnij. Szkoda Życia
Zwolnij. Szkoda Życia jest kampanią społeczną, której pomysłodawcą jest dziennikarz Tomasz Kammel. Skierowana jest ona do wszystkich użytkowników dróg. Organizowana jest przez Program 1 TVP oraz Stowarzyszenie Misie Ratują Dzieci, przy wsparciu finansowym sponsorów.